# Všeruská hokejová liga
Všeruská hokejová liga (rusky Всероссийская хоккейная лига, Vserossijskaja chokkejnaja liga) je druhou nejvyšší mezinárodní hokejovou ligou v Eurasii. Vznikla v roce 1992. Do začátku sezóny 2022/23 se jmenovala Vyšší hokejová liga (rusky Высшая хоккейная лига, Vysšaja chokkejnaja liga).
Přestože je liga řízena Ruským hokejovým svazem, ligy se mohou účastnit i zahraniční týmy.
Před vznikem Kontinentální ligy (KHL) vítězové Vyšší ligy postupovali do Ruské superligy. Po vzniku KHL již není možno sportovní cestou postoupit, a tak se uvažuje, že se jednotlivé celky stanou farmami týmů z KHL.

## Účastníci
| Divize          | Tým                        | Vlajka oblasti/Město | Založen | Připojení k VL |
| Západní divize  |                            |                      |         |                |
| --------------- | -------------------------- | -------------------- | ------- | -------------- |
| Západní divize  | HC Dmitrov                 | Dmitrov              | 2003    | 2003           |
| Západní divize  | MHC Křídla Sovětů          | Moskva               | 2008    | 2008           |
| Západní divize  | HC Rys Podolsk             | Podolsk              | 2008    | 2008           |
| Západní divize  | Kapitan Stupino            | Stupino              | 1999    | 2006           |
| Západní divize  | Kristall Elektrostal       | Elektrostal          | 1949    | 2000           |
| Západní divize  | HC Bělgorod                | Bělgorod             | 1999    | 2004           |
| Západní divize  | HC Lipeck                  | Lipeck               | 1966    | 2000           |
| Západní divize  | HC Rjazaň                  | Rjazaň               | 1955    | 2007           |
| Západní divize  | Křídla Sovětů Moskva       | Moskva               | 1947    | 2008           |
| Západní divize  | SKA-Neva                   | Petrohrad            | 2008    | 2008           |
| Západní divize  | Titan Klin                 | Klin                 | 1991    | 2005           |
| Střední divize  | Ariada Volžsk              | Volžsk               | 2003    | 2003           |
| Střední divize  | Něfťanik Almetěvsk         | Almeťjevsk           | 1965    | 2001           |
| Střední divize  | Krystall Saratov           | Saratov              | 1948    | 1998           |
| Střední divize  | Dizel Penza                | Penza                | 1955    | 2004           |
| Střední divize  | Něfťanik Leninogorsk       | Leninogorsk          | 1965    | 2003           |
| Střední divize  | Ižstal Iževsk              | Iževsk               | 1949    | 2006           |
| Střední divize  | Južnyj Ural Orsk           | Orsk                 | 1996    | 2006           |
| Střední divize  | Toros Něftěkamsk           | Něftěkamsk           | 1998    | 2006           |
| Střední divize  | Molot Perm                 | Perm                 | 1948    | 2006           |
| Střední divize  | Gazprom-OGU Orenburg       | Orenburg             | 1998    | 2007           |
| Střední divize  | CSK VVS Samara             | Samara               | 1950    | 2000           |
| Východní divize | Čelmet Čeljabinsk          | Čeljabinsk           | 1948    | 2003           |
| Východní divize | HK Jugra Chanty-Mansijsk   | Chanty-Mansijsk      | 2008    | 2008           |
| Východní divize | Sputnik Nižnij Tagil       | Nižnij Tagil         | 1948    | 2002           |
| Východní divize | Rubin Ťumeň                | Ťumeň                | 1995    | 2000           |
| Východní divize | Avtomobilist Jekatěrinburg | Jekatěrinburg        | 2006    | 2006           |
| Východní divize | Kazcink Torpedo UK         | Öskemen              | 1955    | 2001           |
| Východní divize | Jermak Angarsk             | Angarsk              | 1958    | 2007           |
| Východní divize | Metallurg Serov            | Serov                | 2004    | 2004           |
| Východní divize | HK Saryarka Karaganda      | Karaganda            | 2006    | 2008           |
| Východní divize | Zauralje Kurgan            | Kurgan               | 1994    | 2003           |

## Přehled finalistů
Nejlepší tým v základní soutěži získává Pohár Hedvábné cesty.
Vítěz play-off získává trofej, která se do sezony 2016/2017 nazývala Bratimův pohár. Po smrti legendárního hokejisty Vladimira Petrova, 28. února 2017 prezident Ruské hokejové federace Vladislav Treťjak informoval, že od sezony 2017/2018 trofej ponese jméno Vladimira Petrova.
| Sezona  | Petrovův pohár vítěz                | Finalista                           | Skóre                               | Vítěz základní části     |
| ------- | ----------------------------------- | ----------------------------------- | ----------------------------------- | ------------------------ |
| 2010-11 | Rubin Ťumeň                         | Něfťanik Almetěvsk                  | 4–0                                 | Rubin Ťumeň              |
| 2011–12 | Toros Něftěkamsk                    | Rubin Ťumeň                         | 4–1                                 | Rubin Ťumeň              |
| 2012–13 | Toros Něftěkamsk                    | HK Saryarka Karaganda               | 4–3                                 | HK Saryarka Karaganda    |
| 2013–14 | HK Saryarka Karaganda               | Rubin Ťumeň                         | 4–2                                 | Toros Něftěkamsk         |
| 2014–15 | Toros Něftěkamsk                    | Ižstal Iževsk                       | 4–2                                 | HK Saryarka Karaganda    |
| 2015–16 | Něfťanik Almetěvsk                  | Ižstal Iževsk                       | 4–1                                 | HK Tver                  |
| 2016–17 | Dynamo Balašicha                    | Kazink-Torpedo                      | 4–0                                 | Kazink-Torpedo           |
| 2017–18 | Dynamo Petrohrad                    | SKA-Neva                            | 4–2                                 | Dynamo Petrohrad         |
| 2018–19 | HK Saryarka Karaganda               | Rubin Ťumeň                         | 4–1                                 | SKA-Neva                 |
| 2019–20 | zrušena z důvodu pandemie covidu-19 | zrušena z důvodu pandemie covidu-19 | zrušena z důvodu pandemie covidu-19 | HK Zvězda Moskva         |
| 2020–21 | HK Jugra Chanty-Mansijsk            | Metallurg Novokuzněck               | 4–1                                 | HK Jugra Chanty-Mansijsk |
| 2021–22 | Rubin Ťumeň                         | Dynamo Petrohrad                    | 4–1                                 | HK Jugra Chanty-Mansijsk |

## Historie
Do rozpadu ZSSR byla Vyšší Liga nejvyšší hokejovou ligou. Druhá liga se nazývala Pervaja Liga (rus Первая лига), o úroveň níž byla Vtoraja Liga (rus Вторая лига). Toto rozdělení přestalo existovat v roce 1992. Vyšší liga se stala druhou ligovou úrovní ledního hokeje. Nejvyšší soutéží se stala Superliga.
Do konce sezóny 2007/08 se vítěz Vyšší ligy stával účastníkem Superligy. Pravidlem bylo, jestli splnil také finanční kritéria účasti (jestli ne, šanci účasti v KHL dostal poražený finalista). Jestli žádný z finalistů nesplnil kritéria, postup do KHL a sestup do VHL se neuskutečnili. V létě 2008 byla tato soutěž Superliga nahrazena Kontinentální hokejovou ligou. V roce 2010 se stal mistrem soutěže tým HK Jugra Chanty-Mansijsk. Ve stejném roce bylo upuštěno od rozdělení Vyšší ligy a byla vytvořena nová hokejová soutěž pod názvem Vyšší hokejová liga.

### Sezona 2012/2013
V květnu 2012 ligu opustil klub Donbas Doněck (klub byl přijat do KHL). Do ligy byly přijaty kluby Buran Voroněž, HK Tver, Kubáň Krasnodar a kazachstánský klub HK Saryarka Karaganda. V nové sezoně bude účastníkem také klub Čelmet Čeljabinsk (pokračovatel klubu Mečet) a záložní tým klubu Lokomotiv Jaroslavl. V červnu 2012 žádost o členství v lize podal běloruský klub Junosť Minsk. Před sezonou klub SKA-Něva přenesl svoje sídlo ze Sankt Petěrburgu do města Kondopoga.
V sezoně byla změněna organizace ligy, rozdělení na konference bylo zrušeno a byla vytvoŕena jedna tabulka. V základní části se odehrálo 52 utkání a do play-off se kvalifikovalo prvních 16 týmů. Osmifinále se hrálo podle klíče 1:16, 2:15, 3:14 atd.

### Sezona 2013/2014
Po dvou sezonách ligu opustil klub Lokomotiv Jaroslavl a běloruský klub Junosť Minsk. 30. května 2013 byl přijat klub HK Lipieck.

### Sezona 2014/2015
Před sezonou ligu opustili kluby Kristal Saratov, Titan Klin (oba kvůli finančním problémům) a HC Lada Togliatti (klub byl přijat do KHL).V červenci byl přijat klub Bars Kazaň, hrající v MHL. Počet účastníků ligy dosáhl 24.

### Sezona 2015/2016
V sezoně ligu opustili kluby Kubáň Krasnodar a HK Lipieck. V červnu 2015 byly přijaty tři kluby: HK Dmitrov, Zvezda Moskva a Chimik Voskresensk. V červenci 2015 bylo oznámeno, že sa do turnaja vrátí po roční absenci klub Kristal Saratov, a počet účastníků v sezoně 2015/2016 se ustálil na 26.

### Sezona 2016/2017
V porovnání s předchozí sezonou ligu opustil klub HC Dmitrov a byl přijat klub Dynamo Petrohrad, který působil v MHL.

### Sezona 2017/2018
Před sezonou ligu opustili kluby Ariada Volžsk, Dynamo Balašicha, Kristal Saratov, HK Tver. Do ligy byly přijaty ruské kluby Metallurg Novokuzněck, který byl vyloučen z KHL, Gorňak UGMK (mistr ligy MHL z roku 2017), CSK VVS Samara, který doposud hrál v nižší lize a dva kluby z Číny: Kunlun Red Star Heilongjiang a Tseng Tou Jilin. Počet účastníků vzrostl z 27 na 28.

### Sezona 2018/2019
Před sezonou ligu opustil klub CSK VVS Samara. Do ligy byly přijaty ruské kluby: HK Jugra Chanty-Mansijsk a HC Lada Togliatti (vyloučených z KHL) a HK Tambov (který doposud hrál v Mistrovství VHL). Při příležitosti přesunu klubu z Charbinu do Pekingu byl klub KRS Heilongjiang přejmenován na KRS-ORG Peking. V sezoně hrálo celkem 29 klubů.

### Sezona 2019/2020
V roce 2019 byly do ligy přijaty kluby: Dynamo Tver, HK Rostov, Nomad Nur-Sułtan, Humo Taškent, KRS-WSU, klub HK Sarov nahradil klub Torpedo Nižnij Novgorod. Počet účastníků dosáhl 34. Sezona 2019/2020 nebyla dokončena z důvodu pandemie covidu-19 a byla přerušena ve fáze semifinále play off.

### Sezona 2020/2021
Z důvodu pandemie covidu-19 byl počet účastníků redukován na 26, a z ligy byly vyloučeny neruské kluby.

### Sezona 2021/2022
V této sezoně hrály VHL pouze kluby z Ruské federace a počet zúčastněných klubů se ustálil na 27.
Účastníci sezony 2021/2022:
| Tým                      | Město/Oblast    | Aréna                          | Kapacita | Link |
| ------------------------ | --------------- | ------------------------------ | -------- | ---- |
| Dynamo Petrohrad         | Petrohrad       | Sportovní komplex Jubilejnyj   | 7 500    | Zde  |
| AKM Tula                 | Tula            |                                |          | Zde  |
| Bars Kazaň               | Kazaň           | GBU Dvorec Sporta Sport Saraje | 3 345    | Zde  |
| Buran Voroněž            | Voroněž         | SK Jubilejnyj (Voroněž)        | 3 200    | Zde  |
| Gorňak UGMK              | Jekatěrinburg   | Ledovaya Arena A. Koznicyna    | 1 100    | Zde  |
| Dizel Penza              | Penza           | Dizel-Arena                    | 5 500    | Zde  |
| Jermak Angarsk           | Angarsk         | Jermak Arena                   | 6 900    | Zde  |
| Zauralje Kurgan          | Kurgan          | Mostovik Arena                 | 2 500    | Zde  |
| Zvezda Moskva            | Moskva          | CSKA Arena                     | 2 951    | Zde  |
| Ižstal Iževsk            | Iževsk          | Ledovyj Dvorec Ižstal          | 3 190    | Zde  |
| HC Lada Togliatti        | Toljatti        | Lada-Arena                     | 6 200    | Zde  |
| Metallurg Novokuzněck    | Novokuzněck     | Ledovyj Dvorec Kuzneckyj Led   | 330      | Zde  |
| Molot Perm               | Perm            | Dvorec Sporta Molot            | 6 000    | Zde  |
| Něfťanik Almetěvsk       | Almeťjevsk      | Jubilejnyj (Almeťjevsk)        | 2 200    | Zde  |
| Omskyje Krylja           | Omsk            | Akademia Avangard              | 1 200    | Zde  |
| HK Rostov                | Rostov na Donu  | Ice Arena                      | 458      | Zde  |
| Rubin Ťumeň              | Ťumeň           | Dvorec Sporta (Ťumeň)          | 3 346    | Zde  |
| SKA-Neva                 | Petrohrad       | SK Hokejnyj gorod              | 1 418    | Zde  |
| Sokol Krasnojarsk        | Krasnojarsk     | Platinum Arena (Krasnojarsk)   | 6 870    | Zde  |
| Toros Něftěkamsk         | Něftěkamsk      | Ledovyj Dvorec (Něftěkamsk)    | 2 000    | Zde  |
| HC Rjazaň                | Rjazaň          | Dvorec Sporta Olimpijskij      | 2 825    | Zde  |
| HK Tambov                | Tambov          | Ledovyj Dvorec Kristall        | 1 500    | Zde  |
| Chimik Voskresensk       | Voskresensk     | Dvorec Sporta Chimik           | 4 000    | Zde  |
| CSK VVS Samara           | Samara          | Dvorec Sporta (Sаmаrа)         | 5 000    | Zde  |
| Čelmet Čeljabinsk        | Čeljabinsk      | Dvorec Sporta Junosť           | 3 500    | Zde  |
| HK Jugra Chanty-Mansijsk | Chanty-Mansijsk | Aréna Jugra                    | 5 500    | Zde  |
| Južnyj Ural Orsk         | Orsk            | Dvorec Sporta Jubilejnyj       | 4 500    | Zde  |